# Stig Kassman
Stig Waldemar Kassman, född 28 november 1908 i Norrköping, död 1982, var en svensk författare, förlagsredaktör och översättare.
Kassman var son till köpman Bruno Kassman och Gunhild Larsson och bror till Gunnar Kassman. Efter realexamen och affärsutbildning arbetade han som korrespondent, försäljare, stenograf m.m. Senare blev han förlagsredaktör vid Åhlen & Åkerlunds förlag.
Kassman var främst barn- och sagoboksförfattare, men skrev också noveller för dags- och veckopress. Som översättare producerade han omkring 75 barn- och ungdomsböcker.

## Böcker
- Den svartaste negern i Afrika och andra sagor (Bonnier, 1949)
- Vart flög Jan? (Bonnier, 1950)
- En båt på land och andra sagor (Bonnier, 1952)
- Sagor från Västern (samlade och berättade av Stig Kassman) (Svensk läraretidning, 1964)

## Översättningar (urval)
- Greta Molander: Sissel (Sissel) (Bonnier, 1949)
- Lisa Tetzner: Det hände vid sjön ... (... was am See geschah) (Bonnier, 1954)
- Robert Louis Stevenson: Jagad genom Högländerna (Kidnapped) (översättning och bearbetning) (Svensk läraretidning, 1955) (Barnbiblioteket Saga, 280)
- Henry Winterfeld: Kalabalik i gamla Rom (Caius ist ein Dummkopf) (Svensk läraretidning, 1956) (Barnbiblioteket Saga, 290)
- Beverley Nichols: Det förtrollade berget (The mountain of magic) (Bonnier, 1958)
- Erich Kästner: Dubbel-Lotta (Das doppelte Lottchen) (Bonnier, 1962)
- Ben Lucien Burman: Sju tappra : ur Kattfiskbuktens historia (Seven stars for Catfish Bend) (Bonnier, 1966)
- Charles Dickens: David Copperfield (David Copperfield) (översättning och bearbetning) (Svensk läraretidning, 1968)

## Priser
- Boklotteriets stipendiater 1962